# Lilijana Švedska
Princesa Lilijana, vojvodinja Hallandska (rojena Lillian May Davies, kasneje Craig), * 30. avgust 1915, Swansea, Wales , † 10. marec 2013, Stockholm, Švedska.
Bila je valižanski fotomodel in po poroki s princem Bertilom, vojvodo Hallandskim (1912–1997) leta 1976 je postala članica Švedske kraljevske družine. S poroko je tudi bila teta kralja Karla XVI. Gustava Švedskega ter kraljice Margarete II. Danske in Ane-Marije Grške.

## Življenjepis

### Zgodnje življenje in Britanija
Lillian May Davies se je rodila 30. avgusta 1915 v Swanseu v Južnem Walesu kot hčerka Williama Johna Daviesa in njegove žene Gladys Mary (roj. Curran). Ko je postala fotomodel, je spustila en 'l' iz svojega prvega imena. Bila je fotografirana za modne revije kot na primer Vogue. V 1920. so se njeni starši razšli, vendar sta se ločila šele leta 1939.
Leta 1940 se je Lilijana poročila s škotskim igralcem Ivanom Craigom (1912-1994) v Horshamu. Kmalu po njuni poroki se je Craig pridružil Britanski vojski in odšel v Afriko, kjer je spoznal aktivno delo v drugi svetovni vojni. V njegovi odsotnosti je Lilijana delala v tovarni, ki je naredila radie za Kraljevsko mornarico, in v bolnišnici za ranjenje vojake.

### Zakon s princem Bertilom Švedskim
Leta 1943 je v Londonu spoznala švedskega princa Bertila, vojvoda Hallandskega, menda na koktajl zabavi za njen 28. rojstni dan. Kmalu po njunem srečanju sta postala ljubimca, čeprav je bila v tistem še poročena s prvim možem. Do takrat, ko sta ona in Bertil začela svojo afero, sta bila Lilijana in Ivan Craig ločena z vojno. Ko se je par združil po vojni, je Craig izrazil željo, da se poroči z drugo žensko, in tako je sledila sporazumna razveza.
Bertilov starejši brat, princ Gustav Adolf, vojvoda Västerbottenski, je bil drugi v vrsti na švedski prestol, vendar je leta 1947 umrl. Ko je bil sin Gustava Adolfa, Karl Gustav, le eno leto star, se je zdelo verjetno, da bo Bertil služil kot regent, ko bo kralj umrl (ostali dediči so se odpovedali položaju v vrsti za nasledstvo, ker njihove poroke ni odobraval kralj). Zaradi tega razloga se je Bertil odločil, da se ne bo poročil z Lilijano, tako da je par živel diskretno za več kot trideset let. Leta 1946 je princ Bertil pridobil hišo v Sainte-Maxime v Franciji, ki je postal njun zasebni umik.
Bertil ni nikoli postal regent, ker je njegov oče, kralj Gustav VI. Adolf (ki je nasledil prestol leta 1950), živel dovolj dolgo, da je videl svojega vnuka Karla Gustava polnoletnega.  Karl XVI. Gustav Švedski je nasledil prestol leta 1973 in potem, ko se je sam poročil z ne-kraljevsko žensko, je odobril Bertilovo in Lilijanino poroko. Poročila sta se 7. decembra 1976 v cerkvi v Drottningholmski palači v prisotnosti kralja in kraljice
Od leta 1976 do 2005 se je princesa Lilijana udeležila slovesnosti letne podelitve Nobelovih nagrad. Pri starosti 91 let je nehala s to tradicijo, ker naj bi po svoje bila prestara.

#### Vdovstvo
Princ Bertil je umrl 5. januarja 1997 v njunem domu. Od leta 1997 do leta 2010 pa je še naprej predstavljala kraljevsko družino. Bila je pokrovitelj številnih organizacij.
Leta 200 je Lilijana izdala biografijo o svojem življenju z Bertilom.
Avgusta 2008 je padla in si zlomila stegnenico v svojem stanovanju in februarja 2009 je znova padla v svojem domu. 3. junija 2010 je bilo oznanjeno, da je princesa trpela za Alzheimerjevo bolezen in se da se ne bo mogla več pojavljati v javnosti. Zadnja leta je preživela v Villa Solbacken, v svojem dolgoletnem domu na Stockholmskem območju Djurgårdna, kjer so jo obiskovale tri sestre.
Lilijana je umrla 10. marca 2013 pri starosti 97 let v Stockholmu, šestnajst let za svojim možem. Kraljevska palača ni dala vzroka smrti, vendar je bila Lilijana v slabem zdravstvenem stanju za več let. Umrla je, ko se je kraljevska družina pripravljala na poroko princese Magdalene in družina je za nekaj časa odložila preparacijo na poroko, da bi lahko preživeli zadnje trenutke z njo.
Njen pogreb 16. marca je bil predvajan v živo na SVT-ju. Udeležili so se ga njen nečak in priženjena nečakinja: kralj in kraljica Švedske; njene nečakinje: kraljica Danske, princesa Margareta, ga. Ambler, princesa Brigita Hohenzollernska, princesa Désirée, baronica Silfverschiöldska in princesa Kristina, ga. Magnuson; njeni pranečakinji: Viktorija, švedska prestolonaslednica in princesa Magdalena, vojvodinja Hälsinglandska in Gästriklandska; pranečak in priženjen pranečak: princ Karl Filip, vojvoda Värmlandski in princ Daniel, vojvoda Västergötlandski. Princesa Astrid Norveška, ga. Ferner je bila tudi v prisotnosti.

## Pomembnejša objavljena dela
- Mitt liv med prins Bertil. Publisher: Ekerlids. Year: 2000.[12] ISBN 9789188595775